# Hoeilaart
Hoeilaart ist eine belgische Gemeinde in der Provinz Flämisch-Brabant. Sie ist identisch mit dem gleichnamigen Ort. 

## Geographie
Hoeilaart grenzt sowohl an die zweisprachige Region Brüssel-Hauptstadt im Norden als auch an die frankophone Wallonische Region im Süden und liegt in den Regionen Dijleland und Druivenstreek. 
Groenendaal ist ein Ortsteil von Hoeilaart. Die Nachbargemeinden sind (im Uhrzeigersinn) Watermaal-Bosvoorde, Overijse, Terhulpen / La Hulpe, Waterloo und Sint-Genesius-Rode.

## Geschichte
Die Gemeinde Hoeilaart verwendet seit 1337 das Wappen der Grafen von Brabant-Limburg, das den goldenen Löwen von Brabant mit dem roten Löwen von Limburg kombiniert, als Ratssiegel.
Der Theologe Jan van Ruusbroec zog sich 1343 mit mehreren Freunden nach Groenendaal zurück, wo sie zunächst in einer geistlichen Gemeinschaft ohne Regel lebten. Daraus entstand eine Gemeinschaft von Augustiner-Regularkanonikern, deren erster Prior er wurde und bis zu seinem Tod im Dezember 1381 blieb.
Bei der Festlegung der Sprachgrenze im Jahr 1962 wurden die flämischen Weiler Het Rot und Nieuw Bakenbos, die vorher zu La Hulpe gehörten, Hoeilaart zugeordnet.

## Weblinks

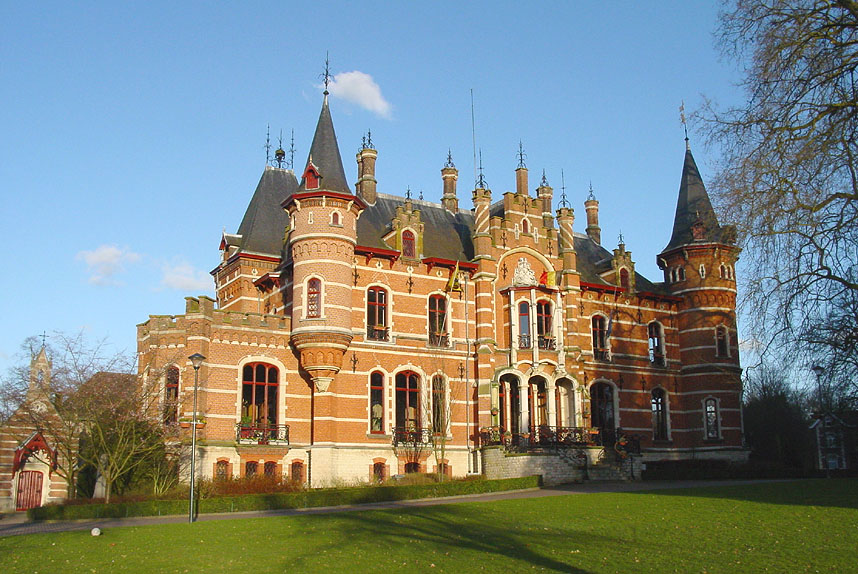
Rathaus von Hoeilaart